# Джон Пердью
Джон Пердью (30 серпня 1943, Камберленд)— американський фізик і хімік-теоретик, фахівець з фізики твердого тіла, що займається теорією функціонала густини. Доктор філософії (1971), професор Тулейнського і Темпльського університетів, в першому з яких працює з 1977 року, а в другому — з 2013 року.

## Біографія
Народився у родині вчителя біології. Закінчив Gettysburg College (бакалавр фізики і математики Summa cum laude, 1965). У Корнеллському університеті здобув ступінь магістра (1970) і доктора філософії (1971) з фізики. В 1971-74 рр. фелл-постдок у Торонтському університеті, а в 1974-77 рр. - в Ратгерському університеті. Учень фізика David Langreth. У 1975-1976 рр. запрошений вчений в Північному інституті теоретичної фізики у Копенгагені, Данія. У Тулейнському університеті з 1977 року асистент-, з 1979 року асоційований, з 1982 року фул-професор фізики, з 2013 року дослідний професор, в 1991-94 і 2001-3 рр. завідувач кафедри. З 2013 року іменний професор (Laura H. Carnell Professor) фізики і хімії кафедри фізики Темпльського університету. Теорією функціонала густини він розпочав займатися ще будучі постдоком; співпрацював з Mel Levy; підготував 15 PhD-студентів і 12 постдоків.
Автор понад 260 публікацій. Дві його роботи є в списку ста найцитованіших наукових робіт, опублікованому в Nature в 2014 році.

## Нагороди та визнання
- 1991: фелло Американського фізичного товариства.
- 2003: Член International Academy of Quantum Molecular Science[en]
- 2007: Outstanding Researcher Award, Tulane University School of Science and Engineering[en][9]
- 2009: President’s Award for Excellence in Professional and Graduate Teaching Тулейнського університету[10]
- 2011: член НАН США[11].
- 2012: Materials Theory Award, Materials Research Society[en][6]
- 2015: Медаль Джона Скотта[12]
- 2015: Премія Гумбольдта[13]
- 2019: Dean’s Distinguished Award for Excellence in Research научно-технологічного коледжу Темпльського університету[14])
- 2019: Clarivate Citation Laureate